# Richard West
Richard Martin West, född 10 februari 1941, är en dansk astronom. Han har varit verksam inom Europeiska sydobservatoriet och Internationella astronomiska unionen.
Han upptäckte kometen C/1975 V1 och han var delaktig i upptäckten av 76P/West–Kohoutek–Ikemura och 123P/West–Hartley.
Tillsammans med den tyske astronomen Hans-Emil Schuster upptäckte han dvärg galaxen Phoenix Dwarf.
Minor Planet Center listar honom som R. M. West och som upptäckare av 40 asteroider.
Asteroiden 2022 West är uppkallad efter honom.

## Asteroider upptäckta av Richard West
| 2052 Tamriko  | 24 oktober 1976 |
| 2053 Nuki     | 24 oktober 1976 |
| 2115 Irakli   | 24 oktober 1976 |
| 2116 Mtskheta | 24 oktober 1976 |
| 2117 Danmark  | 9 januari 1978  |
| 2145 Blaauw   | 24 oktober 1976 |
| 2146 Stentor  | 24 oktober 1976 |
| 2147 Kharadze | 25 oktober 1976 |
| 2148 Epeios   | 24 oktober 1976 |
| 2187 La Silla | 24 oktober 1976 |

| 2526 Alisary     | 19 maj 1979      |
| 2595 Gudiachvili | 19 maj 1979      |
| 2596 Vainu Bappu | 19 maj 1979      |
| 2935 Naerum      | 24 oktober 1976  |
| 3004 Knud        | 27 februari 1976 |
| 3477 Kazbegi     | 19 maj 1979      |
| 3871 Reiz        | 18 februari 1982 |
| 3933 Portugal    | 12 mars 1986     |
| 5270 Kakabadze   | 19 maj 1979      |
| 5890 Carlsberg   | 19 maj 1979      |

| 6362 Tunis            | 19 maj 1979     |
| 8066 Poldimeri        | 6 augusti 1980  |
| 8993 Ingstad          | 30 oktober 1980 |
| 9272 Liseleje         | 19 maj 1979     |
| 10462 Saxogrammaticus | 19 maj 1979     |
| 10668 Plansos         | 24 oktober 1976 |
| 11005 Waldtrudering   | 6 augusti 1980  |
| 12188 Kalaallitnunaat | 9 augusti 1978  |
| 1980 PJ1              | 6 augusti 1980  |
| 1985 VA1              | 1 november 1985 |

| 1976 UY         | 31 oktober 1976   |
| 1979 KD         | 19 maj 1979       |
| 1985 VY         | 1 november 1985   |
| 1978 SG         | 27 september 1978 |
| 1980 PT1        | 6 augusti 1980    |
| 1979 KJ         | 19 maj 1979       |
| 1978 SE         | 27 september 1978 |
| 1985 VB1        | 1 november 1985   |
| 79086 Gorgasali | 4 september 1977  |
| 1976 DC         | 27 februari 1976  |